# Lista de representantes da Tailândia ao Oscar de melhor filme internacional

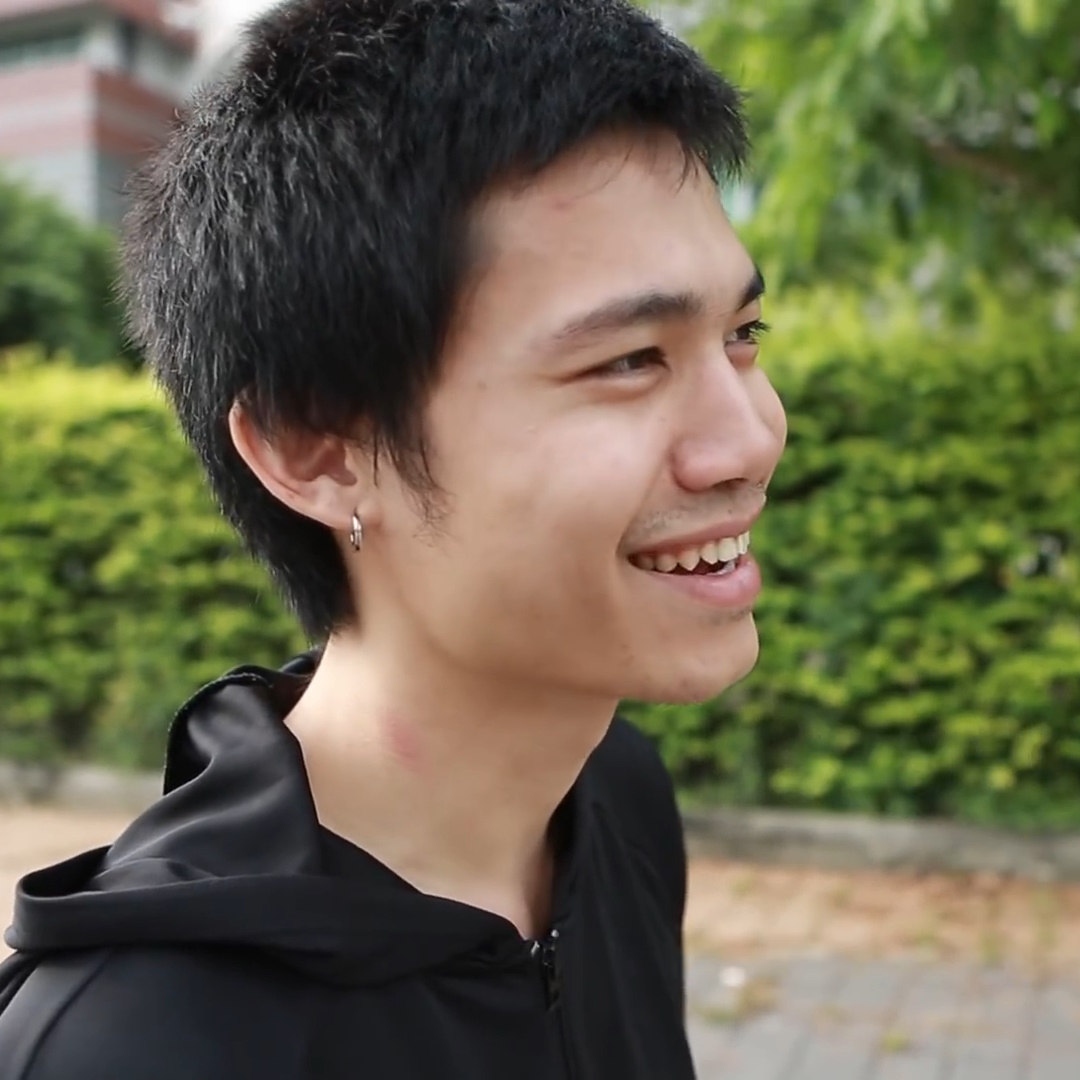
O filme de Pat Boonnitipat Lahn Mah foi o primeiro filme tailandês a ser selecionado na shortlist de 15 filmes de dezembro.

O Reino da Tailândia tem apresentado filmes para o Oscar de Melhor Longa-Metragem Internacional desde 1984, quando se tornou a segunda nação independente do Sudeste Asiático a participar da competição, depois das Filipinas. O prêmio é concedido anualmente pela Academia de Artes e Ciências Cinematográficas a um longa-metragem produzido fora dos Estados Unidos que contenha principalmente diálogos em idiomas diferentes do inglês.
Até o momento, a Tailândia enviou trinta e um filmes para a AMPAS para consideração ao Oscar, mas até agora nenhum candidato tailandês recebeu uma indicação ao Oscar. Quatro inscrições foram dirigidas por Chatrichalerm Yukol, um membro da nobreza tailandesa, e quatro foram dirigidas por Pen-ek Ratanaruang.
Em 2024, correspondendo à 97ª edição do Oscar, Lahn Mah fez história ao se tornar o primeiro filme tailandês a ser listado na shortlist de dezembro.

## Submissões
A Academia de Artes e Ciências Cinematográficas convida as indústrias cinematográficas de vários países a enviarem seus melhores filmes para o Oscar de Melhor Filme Estrangeiro desde 1956. O Comitê do Prêmio de Filme Estrangeiro supervisiona o processo e analisa todos os filmes enviados. Depois disso, eles votam por votação secreta para determinar os cinco indicados ao prêmio.
As inscrições tailandesas para o Oscar são selecionadas anualmente pela Federation of National Film Associations of Thailand. Todas as inscrições foram feitas em tailandês.
| Ano (Cerimônia)    | Título do filme usado na nomeação           | Título original                           | Diretor                    | Resultado    |
| ------------------ | ------------------------------------------- | ----------------------------------------- | -------------------------- | ------------ |
| 1984 (57.ª edição) | The Story of Nampoo                         | น้ำพุ                                       | Euthana Mukdasanit         | Não Indicado |
| 1989 (62.ª edição) | The Elephant Keeper                         | คนเลี้ยงช้าง                                 | Chatrichalerm Yukol        | Não Indicado |
| 1990 (63.ª edição) | Song for Chao Phraya                        | น้องเมีย                                    | Chatrichalerm Yukol        | Não Indicado |
| 1995 (68.ª edição) | Once Upon A Time...This Morning             | กาลครั้งหนึ่ง เมื่อเช้านี้                         | Bhandit Rittakol           | Não Indicado |
| 1997 (70.ª edição) | Daughter 2                                  | เสียดาย 2                                  | Chatrichalerm Yukol        | Não Indicado |
| 1998 (71.ª edição) | Who Is Running?                             | ท้าฟ้าลิขิต                                   | Oxide Pang                 | Não Indicado |
| 2000 (73.ª edição) | 6ixtynin9                                   | เรื่องตลก 69                                | Pen-ek Ratanaruang         | Não Indicado |
| 2001 (74.ª edição) | The Moonhunter                              | 14 ตุลา สงครามประชาชน                      | Bhandit Rittakol           | Não Indicado |
| 2002 (75.ª edição) | Monrak Transistor                           | มนต์รักทรานซิสเตอร์                           | Pen-ek Ratanaruang         | Não Indicado |
| 2003 (76.ª edição) | Last Life in the Universe                   | เรื่องรัก น้อยนิด มหาศาล                       | Pen-ek Ratanaruang         | Não Indicado |
| 2004 (77.ª edição) | The Overture                                | โหมโรง                                    | Itthisoontorn Vichailak    | Não Indicado |
| 2005 (78.ª edição) | The Tin Mine                                | มหา'ลัย เหมืองแร่                            | Jira Maligool              | Não Indicado |
| 2006 (79.ª edição) | Ahimsa...Stop to Run                        | อหิงสา จิ๊กโก๋ มีกรรม                          | Kittikorn Liasirikun       | Não Indicado |
| 2007 (80.ª edição) | King of Fire                                | ตำนานสมเด็จพระนเรศวรมหาราช ตอนประกาศอิสรภาพ | Chatrichalerm Yukol        | Não Indicado |
| 2008 (81.ª edição) | Love of Siam                                | รักแห่งสยาม                                 | Chookiat Sakveerakul       | Não Indicado |
| 2009 (82.ª edição) | Best of Times                               | ความจำสั้น แต่รักฉันยาว                        | Youngyooth Thongkonthun    | Não Indicado |
| 2010 (83.ª edição) | Uncle Boonmee Who Can Recall His Past Lives | ลุงบุญมีระลึกชาติ                              | Apichatpong Weerasethakul  | Não Indicado |
| 2011 (84.ª edição) | Kon Khon                                    | คนโขน                                     | Sarunyu Wongkrachang       | Não Indicado |
| 2012 (85.ª edição) | Headshot                                    | ฝนตกขึ้นฟ้า                                  | Pen-ek Ratanaruang         | Não Indicado |
| 2013 (86.ª edição) | Countdown                                   | เคาท์ดาวน์                                  | Nattawut Poonpiriya        | Não Indicado |
| 2014 (87.ª edição) | The Teacher's Diary                         | คิดถึงวิทยา                                  | Nithiwat Tharathorn        | Não Indicado |
| 2015 (88.ª edição) | How to Win at Checkers (Every Time)         | พี่ชาย My Hero                              | Josh Kim                   | Não Indicado |
| 2016 (89.ª edição) | Karma                                       | อาปัติ                                      | Kanittha Kwanyu            | Não Indicado |
| 2017 (90.ª edição) | By the Time It Gets Dark                    | ดาวคะนอง                                  | Anocha Suwichakornpong     | Não Indicado |
| 2018 (91.ª edição) | Malila: The Farewell Flower                 | มะลิลา                                     | Anucha Boonyawatana        | Não Indicado |
| 2019 (92.ª edição) | Krasue: Inhuman Kiss                        | แสงกระสือ                                  | Sitisiri Mongkolsiri       | Não Indicado |
| 2020 (93.ª edição) | Happy Old Year                              | ฮาวทูทิ้ง ทิ้งอย่างไรไม่ให้เหลือเธอ                | Nawapol Thamrongrattanarit | Não Indicado |
| 2021 (94.ª edição) | The Medium                                  | ร่างทรง                                    | Banjong Pisanthanakun      | Não Indicado |
| 2022 (95.ª edição) | One for the Road                            | วันสุดท้าย ..ก่อนบายเธอ                       | Nattawut Poonpiriya        | Não Indicado |
| 2023 (96.ª edição) | Not Friends                                 | เพื่อน(ไม่)สนิท                               | Atta Hemwadee              | Não Indicado |
| 2024 (97.ª edição) | Lahn Mah                                    | หลานม่า                                    | Pat Boonnitipat            | Pré-lista    |

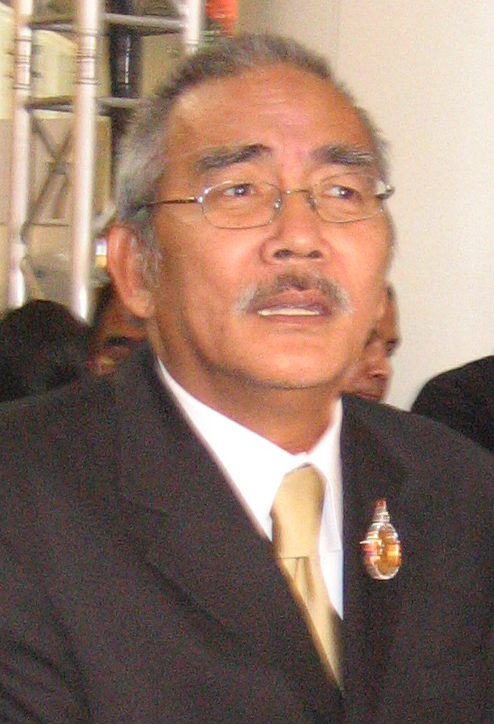
O diretor Chatrichalerm Yukol teve quatro de seus filmes inscritos.

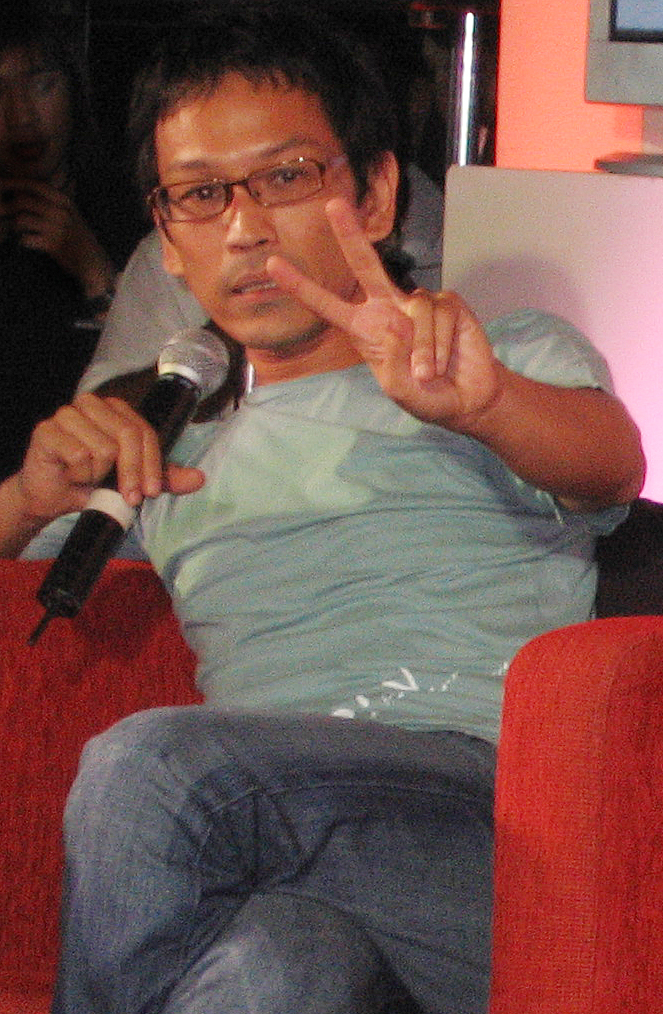
Quatro filmes de Pen-ek Ratanaruang foram inscritos.

O comitê de seleção da Federação das Associações Nacionais de Cinema da Tailândia geralmente escolhe filmes que destacam momentos importantes da história tailandesa ou questões sociais importantes.
- Os cinco primeiros trabalhos da Tailândia abordaram problemas sociais contemporâneos, incluindo Nam Pu (abuso de drogas), Khon liang chang (ambientalismo e extração ilegal de madeira), Nawng mia (prostituição e migração rural para Banguecoque), Kalla khrung nueng... muea chao nee (pobreza infantil) e Sia dai 2 (AIDS).
- Quatro produções tailandesas eram dramas de época baseados em fatos reais: King Naresuan Part 2 foi um luxuoso drama de época ambientado no século XVI sobre um dos reis mais ilustres da Tailândia; Hom rong conta a história de vida de um dos maiores músicos clássicos da Tailândia, da década de 1880 até a década de 1940; Maha'lai muang rae é sobre um garoto rico e mimado que acaba trabalhando na mina titular no sul da Tailândia nos anos seguintes à Segunda Guerra Mundial; 14 tula, songkram prachachon acompanhou um bando de rebeldes esquerdistas controversos na década de 1970.
- Três inscrições tailandesas eram thrillers de ritmo acelerado, dois dos quais incorporavam fortes elementos do budismo e do carma em suas tramas, a saber, Ta fa likit e Ahingsa-Jikko mee gam. Também foi enviado 6ixtynin9, sobre uma mulher recentemente demitida que encontra um enorme esconderijo de dinheiro roubado.
- Duas inscrições foram comédias dramáticas românticas que foram sucessos de bilheteria no mercado interno. Love of Siam apresentou um romance adolescente gay, e Best of Times apresentou dois casais em potencial, um na faixa dos 20 e outro na faixa dos 60.
- Também foram enviados um musical-comédia-drama-romance agridoce de gênero misto (Monrak Transistor em 2002) e um drama surreal e artístico em japonês, inglês e tailandês (Ruang rak noi nid mahasan em 2003).

## Filmes pré-selecionados
| Ano  | Filmes e Diretores |
| ---- | --- |
| 2015 | Back to the 90s (Yanyong Kuruangkura) · The Blue Hour (Anucha Boonyawattana) · F. Hilaire (Surassawadee Chueachart) · Heart Attack (Nawapol Thamrongrattanarit) · Mae Bia (Bhandevanop Devakula) |
| 2016 | The Crown (Ekachai Sriwichai) · The Island Funeral (Pimpaka Towira) · Snap (Kongdej Jaturanrassamee)                                                                                             |
| 2017 | Bad Genius (Nattawut Poonpiriya) · Pop Aye (Kirsten Tan) · Song from Phatthalung (Boonsong Nakphoo)                                                                                              |
| 2018 | Die Tomorrow (Nawapol Thamrongrattanarit) · Samui Song (Pen-ek Rattanaruang) |
| 2019 | Manta Ray (Phuttiphong Aroonpheng) · Nha Haan (Chantana Tiprachart) · Norah (Ekachai Sriwichai) · Where We Belong (Kongdej Jaturanrassamee)                                                      |
| 2020 | The Cave (Tom Waller) · Dew (Matthew Chookiat Sakveerakul) · Nemesis (Gunparwitt Phuvadolwisit) · Waning Moon (Arthit Ariyawongsa, Thirakaha Ariyawongsa)                                        |